# Mengal

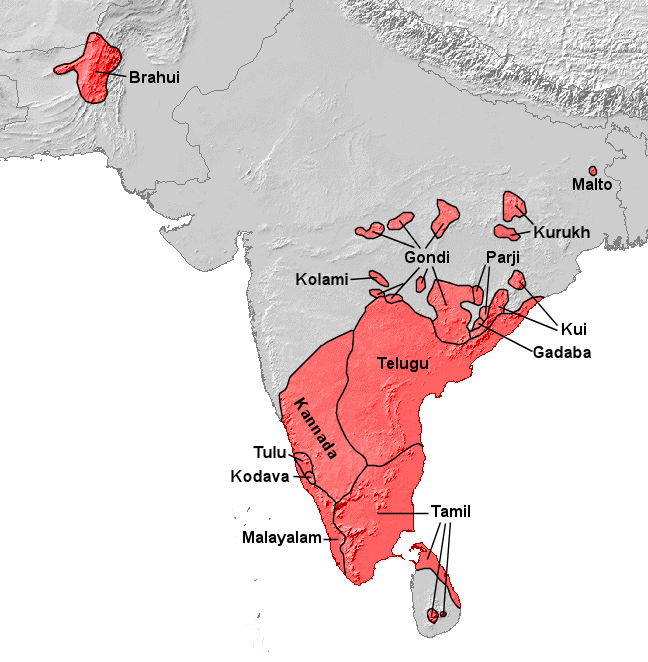
Dravidische Sprachen

Die Mengal (persisch مینگل) sind ein Stamm mit rund 250.000 Menschen in Belutschistan, einer Region im Iranischen Hochland. Angehörige des Mengal-Stammes sprechen Brahui, eine dravidische Sprache.